# Achille Peri
Achille Peri (Reggio Emilia, 20 dicembre 1812 – Reggio Emilia, 28 marzo 1880) è stato un compositore e direttore d'orchestra italiano, conosciuto soprattutto per le sue opere, fortemente influenzate dalla musica di Giuseppe Verdi.

## Biografia
Peri iniziò l'educazione musicale nella città natale, prima di intraprendere ulteriori studi a Parigi con Michele Carafa. Fondò a Parigi una compagnia d'opera itinerante, ma tornò in Italia dopo che questa fallì. Cominciò a lavorare come direttore al Teatro Comunale di Reggio Emilia, dove la sua prima opera, Il solitario, fu rappresentata il 29 marzo 1841. La terza opera, Dirce, fu la prima a ottenere ampio successo in Italia. Fu seguita da una delle sue composizioni più popolari, Tancreda, che ebbe la prima rappresentazione al Teatro Carlo Felice nel 1847 e fu poi data, tra l'altro, al Teatro Regio di Parma e al Teatro Comunale di Bologna (nel 1854). Tra gli altri successi I fidanzati (1856, Teatro Carlo Felice), Vittore Pisani (1857, Reggio Emilia), e Giuditta (1860, Teatro alla Scala). Oltre alle opere scrisse anche una piccola quantità di musica sacra.
A lui è intitolato dal 1926 il conservatorio di Reggio Emilia che diresse, segnatamente alla sede cittadina nel capoluogo, essendo la scuola a rete di sedi poiché fusa dal 2010 con l'Istituto Musicale di Castelnovo ne' Monti (RE) intitolato a Claudio Merulo, a costituire l'attuale Conservatorio di Musica di Reggio Emilia e Castelnovo ne' Monti "A. Peri - C. Merulo", statizzato dal 1º gennaio 2023, da ex Istituto Superiore di Studi Musicali - Istituzione AFAM che era.

## Composizioni

### Opere

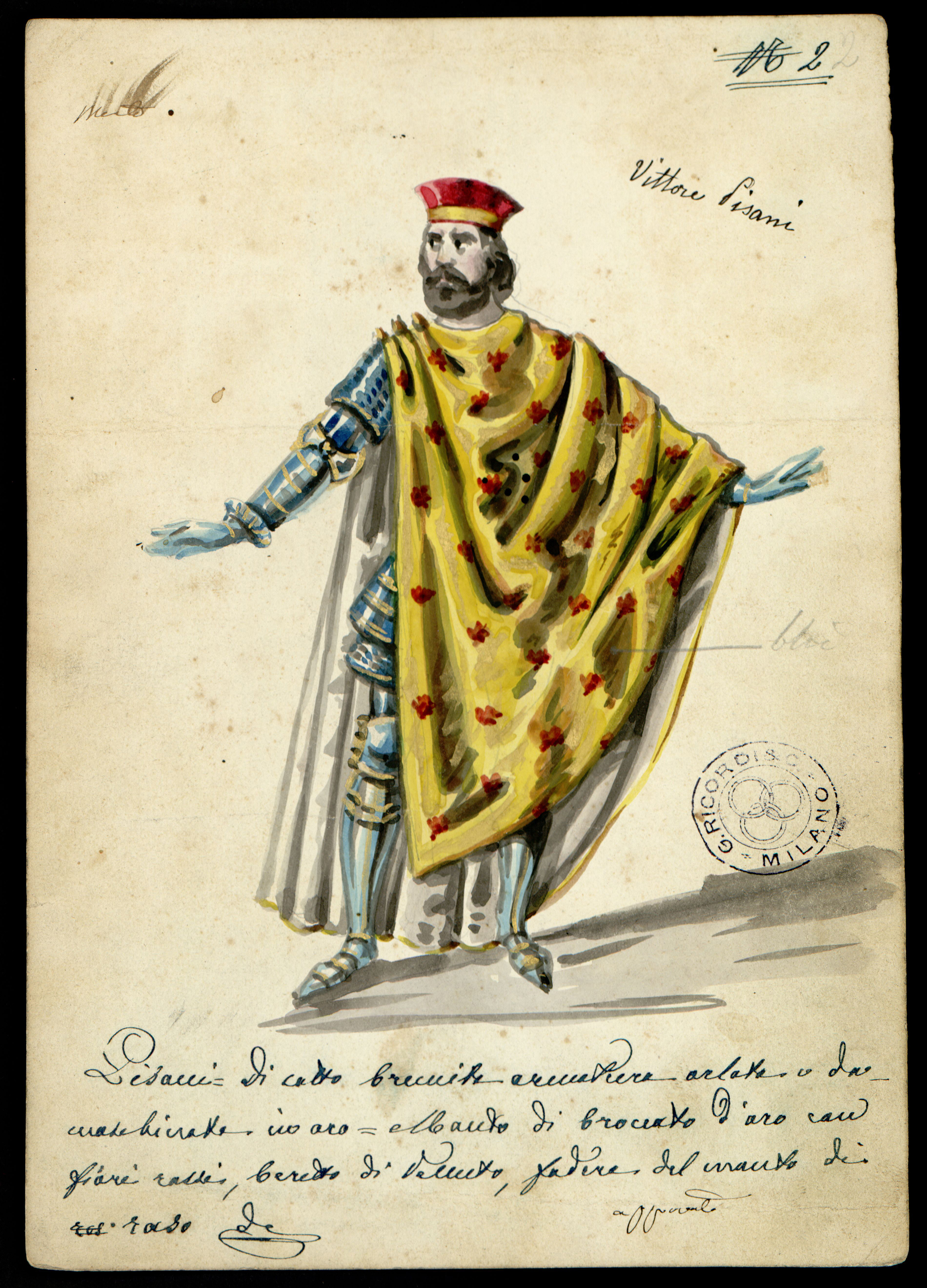
Figurino per Vittor Pisani (1857). Archivio storico Ricordi.

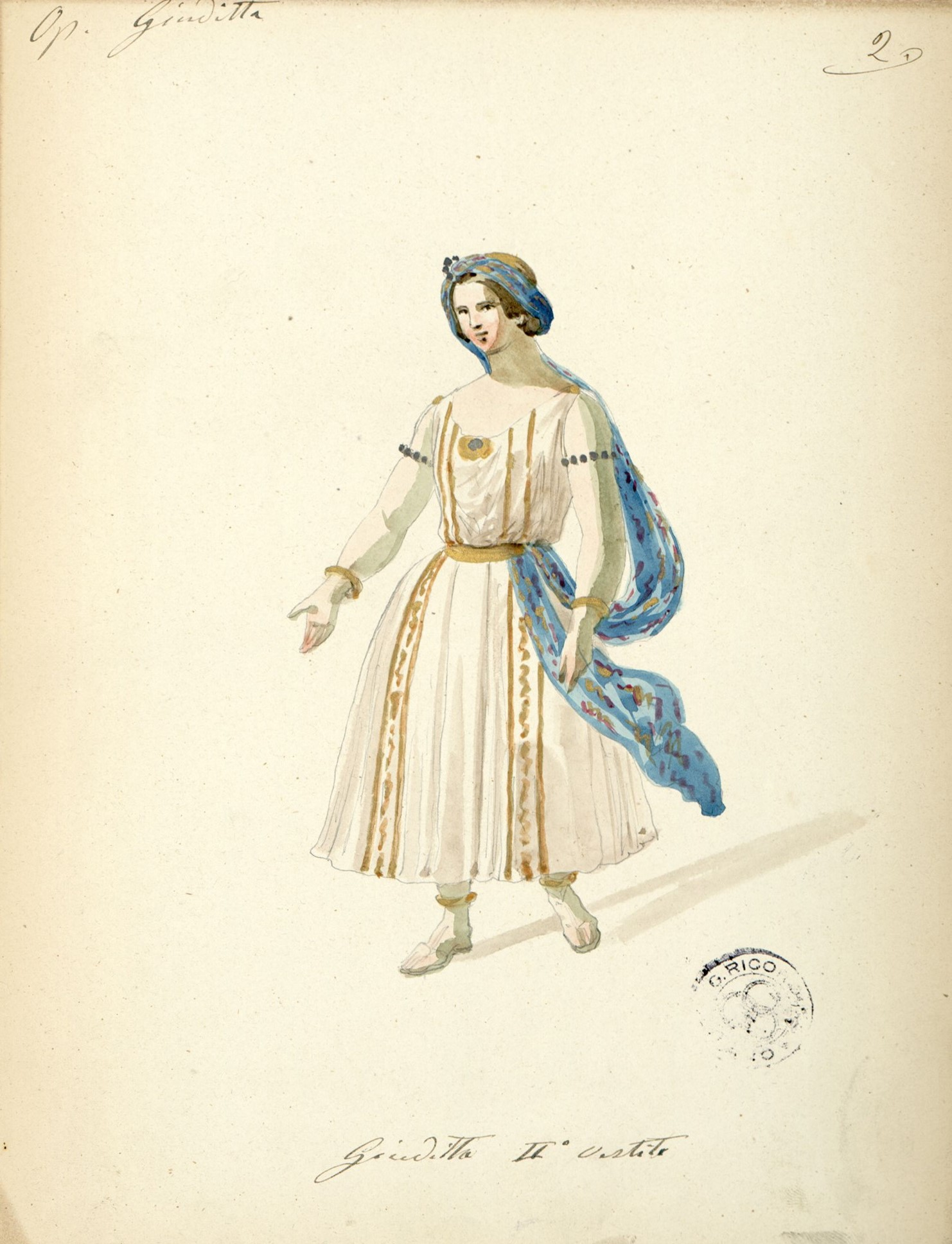
Figurino per Giuditta (1860). Archivio storico Ricordi.

- Una visita a Bedlam, operetta, libretto di Eugène Scribe e Delestre-Poirson Marsiglia, 1839
- Il solitario, opera seria in due atti su libretto di Calisto Bassi, Reggio Emilia, Teatro Comunale, 29 maggio 1841
- Ester d'Engaddi, dramma tragico in tre atti su libretto di Salvadore Cammarano, Parma, Teatro Regio e, in contemporanea, Reggio Emilia, Teatro Comunale, 19 febbraio 1843
- Dirce, tragedia lirica in tre atti su libretto di Jean-Paul Égide Martini, Reggio Emilia, Teatro Comunale, maggio 1843
- Tancreda, dramma lirico in tre atti su libretto di Francesco Guidi, Genova, Teatro Carlo Felice, 26 dicembre 1847
- Orfano e diavolo, melodramma comico in tre atti, Reggio Emilia, Teatro Comunale, 26 dicembre 1854
- I fidanzati, melodramma in tre atti su libretto di Francesco Maria Piave, Genova, Teatro Carlo Felice, 7 febbraio 1856
- Vittor Pisani, melodramma in tre atti su libretto di Francesco Maria Piave, Reggio Emilia, Teatro Comunitativo, 21 aprile 1857
- Giuditta, melodramma biblico in tre atti su libretto di Marco Marcelliano Marcello, Milano, Teatro alla Scala, 26 marzo 1860
- L'espiazione, opera seria in tre atti su libretto di Temistocle Solera, Milano, Teatro alla Scala, 7 febbraio 1861
- Rienzi, opera seria in tre atti su libretto di Francesco Maria Piave, Milano, Teatro alla Scala, 26 dicembre 1862

### Musica sacra
- De profundis, per coro a quattro voci e organo
- Salve regina, per coro

### Canto e pianoforte
- Il pianto, arietta
- Sotto il salice piangente, romanza
- Te pur mia vita, romanza
- Torquato Tasso alla tomba di Eleonora, romanza
- L'addio della giovine nizzarda, scena e aria

### Lavori per pianoforte
- Armonie originali
- Buon augurio, valzer
- Farfalla, capriccio
- Gran valzer fantastico
- Mazzetto di fiori, notturno
- Mie veglie, sonata
- Rimembranze di Milano, mazurka da concerto
- Un saluto a Napoli, tarantella
- Ricreamento moderno ed utile: nuove suonatine precedute da esercizi, per pianoforte a quattro mani

### Altro
- Quartetto per archi
- Quintetto per 2 violini, viola e due violoncelli